# Барди, Жюльен
Жюльен де Соуза Барди (порт. Julien De Sousa Bardy, родился 3 апреля 1986 года в городе Клермон-Ферран, Франция — португальский регбист французского происхождения, фланкер команды «Монпелье Эро».

## Биография
В 16 лет попал в систему Клермон Овернь. Прошёл через все молодёжные возрастные группы и в 2009 году дебютировал в главной команде. В 2010 году победил в ТОП-14. В 2013 стал финалистом Кубка Хейнекен. В сезоне 2014—2015 годов играл в финале ТОП-14.
В сборной дебютировал в 2008 году в матче против Канады. Получил право сыграть за Португалию, т.к. его мама гражданка этой страны.